# Хевиз (језеро)
Хевиз (мађ. Hévízi-tó) је језеро у Мађарској и налази се у жупанији Зала, западно од Балатона и удаљено 8 km од града Кестхељ.

Језеро Хевиз је са површином од 4,44 ha највеће термално језеро на свету. Ток воде је толико велики да се верује да се комплетна количина воде језера замени за један дан. 
Пошто се верује да вода језера има позитивне здравствене ефекте, околина језера је прилагођена цветајућем здравственом туризму. 

## Географија језера
Језеро је овалног облика и са своје северне стране се снабдева водом из два потока. Такође има своје сопствене термалне изворе, на јужној страни, који му дају терапеутске ефекте и повишену температуру. Преко лета нормална просечна температура воде се креће у распону од 33-35 °C, у у топлијим данима у распону и до 36-38 °C. Преко јесени и зиме просечна температура воде је у распону од 24-26 °C. Такође на југу је и канални одток са којим вишак воде отиче у реку Зала и даље у Балатон.
Околне шуме на површини од 50 ha, помажу одржавању микроклиме језера, тако да сви позитивни ефекти долазе до максималног изражаја током целе године.
Године 1972. су вршена научно истраживачка мерења и по тим подацима, највећа дубина језера и извора је 38,5 метара. Кратер извора лежи на песковито-каменом тлу и ширине је од 2-3 метра, дубине 60-80 cm, што даје 35.000 литара воде у минути са температуром од 39,5 °C. У истом кратеру постоји и други извор, са западне стране, који опслужује језеро хладнијом водом од 26,3 °C. У просеку у језеро путем ових извора стиже 10% хладне и 90% топле воде.

## Микроорганизми језера
Флора и фауна језера су јединствени, управо због температуре воде (која је благо радиоактивна), хемијског састава воде (садржи сумпора у различитим облицима) и околне микроклиме.
Бактерије су доминантна животна форма језера. Најчешће бактерија је термофилна Цијанобактерија, влакнаста плаво-зелена алга (Oscillatoria princeps, O. tenuis, O. jasoruensis, O. chlorina, Spirulina major). Постоје две врсте плаво зелених алги, Pseudanabaena papillaterminata и Pseudanabaena crassa, којима је језеро Хевиз једино Мађарско пребивалиште.
тектонске бактерије су типичне за ово језеро, кратерски део дубине од 1,5 m, садржи бактерије Thiothrix' и Beggiatoa које играју велику улогу у циклирању сумпора. 
Бактерија Micromonospora heviziensis је веома јак протеин и разграђивач целулозе и једино се овде може наћи.
Зелене алге, нарочито Chlorella, се могу наћи по целом језеру осим у делу где се налазе језерски извори.